# Lactistomyia nigripes
Lactistomyia nigripes är en tvåvingeart som beskrevs av Charles Howard Curran 1931. Lactistomyia nigripes ingår i släktet Lactistomyia och familjen puckeldansflugor. Inga underarter finns listade i Catalogue of Life.